# Усть-Путильська сільська рада
Усть-Пути́льська сільська́ ра́да — колишній орган місцевого самоврядування Усть-Путильської сільської громади в Путильському районі Чернівецької області.

## Склад ради
Рада складається з 16 депутатів та голови.
- Голова ради: Чев'юк Іван Прокопович
- Секретар ради: Фрей Наталія Олексіївна

### Керівний склад попередніх скликань
| Прізвище, ім'я, по батькові | Основні відомості                                                                                                | Дата обрання | Дата звільнення |
| --------------------------- | --- | ------------ | --------------- |
| Григоряк Ганна Василівна    | Сільський голова, 1957 року народження, освіта середня спеціальна, член Всеукраїнського об'єднання «Батьківщина» | 26.03.2006   | 31.10.2010      |
| Григоряк Ганна Василівна    | Сільський голова, 1957 року народження, освіта середня спеціальна, позапартійна                                  | 31.10.2010   | 23.04.2014      |
| Чев'юк Іван Прокопович      | Сільський голова, 1957 року народження, освіта вища, безпартійний                                                | 26.10.2014   |                 |

Примітка: таблиця складена за даними сайту Верховної Ради України

### Депутати
За результатами місцевих виборів 2010 року депутатами ради стали:

#### За суб'єктами висування
| Суб'єкт висування                                       | Кількість обраних депутатів | %    |
| ------------------------------------------------------- | --------------------------- | ---- |
| Самовисування                                           | 11                          | 68,8 |
| Політична партія Всеукраїнське об'єднання «Батьківщина» | 4                           | 25   |
| Народна партія                                          | 1                           | 6,3  |

#### За округами
| № округу                                                | Прізвище, ім'я, по батькові  | Дата визнання обраним | Освіта  | Партійна приналежність                        | Відомості про обраного депутата                                    |
| ------------------------------------------------------- | ---------------------------- | --------------------- | ------- | --------------------------------------------- | ------------------------------------------------------------------ |
| Народна Партія                                          |                              |                       |         |                                               |                                                                    |
| 9                                                       | Мурга Параска Миколаївна     | 01.11.2010            | вища    | член Народної партії                          | Управління ПФУ, спеціаліст                                         |
| Політична партія Всеукраїнське об'єднання «Батьківщина» |                              |                       |         |                                               |                                                                    |
| 1                                                       | Скидан Дмитро Олексійович    | 01.11.2010            | середня | член Всеукраїнського об'єднання «Батьківщина» | Дошкільний навчальний заклад, сторож                               |
| 8                                                       | Герман Олена Дмитрівна       | 01.11.2010            | середня | член Всеукраїнського об'єднання «Батьківщина» | приватний підприємець                                              |
| 11                                                      | Микитчук Наталія Юріївна     | 01.11.2010            | середня | член Всеукраїнського об'єднання «Батьківщина» | Усть-Путильський дошкільний навчальний заклад, кухар               |
| 15                                                      | Томюк Юрій Михайлович        | 01.11.2010            | середня | член Всеукраїнського об'єднання «Батьківщина» | приватний підприємець                                              |
| Самовисування                                           |                              |                       |         |                                               |                                                                    |
| 2                                                       | Кермач Танасій Танасійович   | 01.11.2010            | середня | позапартійний                                 | Дошкільний навчальний заклад, сторож                               |
| 3                                                       | Бечко Микола Васильович      | 01.11.2010            | середня | позапартійний                                 | ДП «Путильський лісгосп» Усть-Путильське лісництво, лісник         |
| 4                                                       | Фокшек Дмитро Дмитрович      | 01.11.2010            | середня | позапартійний                                 | ДП «Путильський лісгосп» Усть-Путильське лісництво, лісник         |
| 5                                                       | Фрей Оксана Петрівна         | 01.11.2010            | вища    | позапартійна                                  | студентка                                                          |
| 6                                                       | Скрипчук Вікторія Михайлівна | 01.11.2010            | середня | позапартійна                                  | Усть-Путильський дошкільний навчальний заклад, помічник вихователя |
| 7                                                       | Торак Анатолій Георгійович   | 01.11.2010            | середня | позапартійний                                 | тимчасово не працює                                                |
| 10                                                      | Рубан Василь Васильович      | 01.11.2010            | вища    | позапартійний                                 | приватний підприємець                                              |
| 12                                                      | Фрей Наталія Олексіївна      | 01.11.2010            | вища    | позапартійна                                  | Усть-Путильська сільська рада, секретар                            |
| 13                                                      | Малиш Василь Юрійович        | 01.11.2010            | середня | позапартійний                                 | ДП «Путильський лісгосп» Усть-Путильське лісництво, лісник         |
| 14                                                      | Чигрин Василь Михайлович     | 01.11.2010            | середня | позапартійний                                 | ДП «Путильський лісгосп» Усть-Путильське лісництво, лісник         |
| 16                                                      | Томюк Микола Миколайович     | 01.11.2010            | вища    | позапартійний                                 | ДП «Путильський лісгосп» Сергіївське лісництво, майстер лісу       |